# Robert Szydło
Robert Szydło (ur. 12 września 1967 we Wrocławiu) – polski basista, kompozytor, muzyk sesyjny, producent muzyczny i realizator dźwięku. Wieloletni członek zespołu Wolna Grupa Bukowina. Od wielu lat związany z formacją Mikromusic.

## Życiorys
Jest muzycznym samoukiem. Nagrywał i koncertował z wykonawcami reprezentującymi różne gatunki muzyczne, w tym z takimi sławami jak: Mieczysław Szcześniak, Krystyna Prońko, Tatiana Okupnik, Leszek Cichoński, Wolna Grupa Bukowina, Stare Dobre Małżeństwo, Katarzyna Groniec, Joanna Kondrat, Krzysztof Kiljański, Kuba Stankiewicz, Piotr Dziubek, Artur Lesicki (Artur Lesicki Acoustic Harmony i Funky Groove), czy Ireneusz Głyk, a także Ruth Lynch & Junior Robionson, Quidam, TGD, Frühstück, Guitar Workshop & Stan Skibby, Felling Station, Chromosomos i in. Nagrał kilkadziesiąt płyt. Brał udział w wielu festiwalach, koncertował w niemal całej Europie, Stanach Zjednoczonych i Izraelu. Jako niezależny producent i realizator współpracuje z wydawnictwami, takimi jak: EMI, Kayax, Universal Music Polska, Polskie Radio oraz ze studiami muzycznymi produkując, miksując i nagrywając dziesiątki płyt (również z muzykę teatralną i filmową). Pisze piosenki dla Katarzyny Groniec, Joanny Kondrat i macierzystej formacji Mikromusic. Zrealizowany i nagrany przez Szydłę krążek Artura Lesickiego Acoustic Harmony zwyciężył w plebiscycie miesięcznika Gitara i Bas na najlepszą płytę jazzową 2004 roku.